# Jalmari Eskola
Jalmari Eskola (Jalmari Johannes „Lauri“ Eskola; * 16. November 1886 in Pöytyä; † 7. Januar 1958 in Turku) war ein finnischer Langstreckenläufer. 
Beim Crosslauf der Olympischen Spiele 1912 in Stockholm wurde er in 46:54,8 min Vierter in der Einzelwertung. In der Mannschaftswertung gewann er zusammen mit Hannes Kolehmainen und Albin Stenroos die Silbermedaille für die finnische Mannschaft.